# Dynamic Multipoint Virtual Private Network
DMVPN (англ. Dynamic Multipoint Virtual Private Network — динамическая многоточечная виртуальная частная сеть) — технология для создания виртуальных частных сетей, разработанная Cisco Systems. Является дальнейшим развитием VPN, и основывается на совместной работе протоколов разрешения шлюза NHRP, протокола туннелирования mGRE, шифрования IPSec и протоколов динамической маршрутизации: OSPF, ODR, RIP, EIGRP, BGP.

## Принцип работы
Клиент связывается с DMVPN сервером и получает от того данные желаемой цели. Потом создаёт виртуальный туннель напрямую к цели. Эта система позволяет существенно разгрузить интернет-канал.